# Герб Казанківського району
Герб Каза́нківського райо́ну — офіційний символ Казанківського району, Миколаївської області, затверджений рішенням сесії районної ради.
Автор доопрацювання герба — Ігор Дмитрович Янушкевич.

## Опис герба
Герб являє собою французький геральдичний щит старого зразка. Більша верхня частина щита синього кольору, у центральній частині якої зображена золота піраміда, увінчана зображенням Богородиці зі «Спасителем», облямоване срібним рушником з візерунками червоного і зеленого кольорів. На піраміді зображено квітку соняха, листя якої зеленого кольору а насіння жовто-чорного, а також зелений колосок в стовп. Нижня частина має геометричний червоно-сіро-чорний візерунок, який символізує поле.